# 蘭以權
蘭以權，湖北襄陽人。明朝政治人物。
洪武元年（1368年）授中書省照磨，同年十一月，出使廣西，招撫當地邊民，使得兩江地區民眾歸順朝廷，并確定明朝政府對兩江地區的控制。洪武二年，自廣西回京師，因功封為禮部員外郎。洪武三年七月，授應天府知府。同年八月，因應天府改制，改授應天府府尹。